# Claus Suchanek
Claus Suchanek (1979) è un canoista tedesco attivo durante gli anni '90 e 2000.

## Palmarès
Ha vinto due medaglie nel team K-1 ai campionati mondiali di canoa: una d'oro nel 2002 e una di bronzo nel 2003. Ha vinto anche una medaglia d'oro ai campionati europei di canoa nel 2002 a Bratislava.